# シャン州軍 (南)
シャン州軍 (南)（シャンしゅうぐん みなみ、シャン語: တပ်ႉသိုၵ်းၸိုင်ႈတႆး – ပွတ်းၸၢၼ်း、英語: Shan State Army – South、略称: SSA-S）はシャン州復興評議会の軍事部門であり、ミャンマー最大規模の反政府武装勢力である。

## 名称
正式名称はシャン州軍（英語: Shan State Army; SSA）である。シャン語では「タイ州の軍隊」を意味する တပ်ႉသိုၵ်းၸိုင်ႈတႆး /tap˥˧ sʰɨk˥ tɕɨŋ˧ taj˥/ と呼称する。同じく「シャン州軍」を自称するシャン州軍 (北)と区別する目的から、英語では Shan State Army - South（SSA-S）、あるいは政治部門の略称を冠して RCSS/SSA と呼称されることが多い。中国語では南掸邦军と呼称されている。
日本語訳は定まっておらず、「シャン州軍 (南)」の他に「シャン州軍南」「南シャン州軍」などの表記が存在する。本記事では便宜的に「シャン州軍 (南)」表記で統一する。

## 歴史

### 1990年代

#### SSA-Sの設立
クン・サ率いるモン・タイ軍（MTA）は1995年6月のシャン州民族軍（SSNA）離脱を受けて大きく弱体化し、1996年1月7日、ミャンマー軍に降伏するに至った。降伏を拒んだヨートスックは部下の兵士500-1,000人を率いて、シャン州軍 (南)を結成した。SSA-Sは停戦済みのSSA-NおよびSSNAと合流するべくサルウィン川を渡って北上し、2月にはラーンコー郡区に至った。その後、ヨートスックは旧MTA勢力を糾合してシャン州南部に戻り、1999年12月にロイタイレンに本部を設立した。2000年5月、SSA-Sはシャン州復興評議会（Restoration Council of the Shan State: RCSS）を政治部門として設立し、ヨートスックは同評議会の議長に選出された。

#### シャン系武装勢力との連携の模索
この間、SSA-Sは既に政府と停戦していたSSA-NおよびSSNAと合併するべく協議を進めていた。停戦済みの2組織はシャン州平和評議会を形成していたため、これにSSA-Sを加える形で3組織合同の政治部門「シャン州民族機構」および軍事部門「シャン州軍」を創設することが1996年9月の協議で決定した。しかしながら、統合に向けた進展はないまま終わった。また、1997年にはシャン州民族機構の枠組みで軍事政権に対して停戦交渉を行おうとしたが、SSA-SについてはMTAの降伏によって解決済みであり、これ以上の交渉の余地はないと拒絶された。
1999年6月から9月にかけて、SSA-S第758旅団はシャン州南部からモンクン、そしてモンヤイへと向かっていた。同年8月14日、同旅団が会敵した際、停戦グループであったSSA-Nの第3旅団および第16旅団はSSA-Sに支援を行なったとされる。ミャンマー軍は南北シャン州軍の協力を断つべく、SSA-Nに支援されていたロイモー民兵を逮捕してラカイン州に送った。そしてミャンマー軍は停戦グループであったSSA-NおよびSSNAをSSA-Sと対立するように仕向けた。

#### 四断作戦
1997年から1999年にかけてミャンマー軍はSSA-Sを破壊するべく、食糧・資金・新兵・情報を断つ「四断作戦」を実施した。これに伴って多くの住民が家を追われ、国内避難民が発生した。

### 2000年代

#### ワ州連合軍との衝突
2002年と2005年に、SSA-Sはタイ・ミャンマー国境でワ州連合軍（UWSA）と衝突した。これは、タイ領内に流入する麻薬の生産者だと目されているUWSAと、反麻薬政策をとるSSA-Sの対立によるものであった。2002年にはロイコーワン基地が砲撃され、2005年にはロイタイレン基地が包囲された。しかしながら、タイ当局者によると、この対立は形だけのものであるという。

#### SSNAの合流
2005年、MTAから分裂して組織されたSSNAは既に停戦協定を結んでいたにもかかわらず、ミャンマー軍によって武装解除を迫られていた。同年5月21日、SSNAはSSA-Sと共に軍事政権に対峙することを宣言し、同組織への合流を決定した。
2006年1月、SSA-Sに合流した旧SSNA勢力のトップであったサイ・イー大佐が指導部入りし、両組織の統合は盤石なものとなった。

#### 第758旅団の分裂
2005年4月、モンジェン大佐率いる第758旅団はSSA-Sの指揮下から離れ、カナダに亡命していたニャウンシェの王子ソーカンパーによるシャン州独立宣言を支持した。
2006年4月、ヨートスックはロイタイレン本部から300人の遠征隊を派遣してモンジェン大佐の説得に当たったが、拒絶された。同年7月、第758旅団は軍事政権に投降した。投降後は見返りに土地の支配を認められ、活動資金を与えられた。また、その後武器は返却され、第758旅団は2009年にミャンマー軍傘下の民兵グループ（People’s Militia Force: PMF）となった。同グループはライカ郡区のワンパン村に本部を置き、ライカ郡区とナンサン郡区を拠点としている。民兵になってからの規模は50-100人程度であるとみられる。

#### 同盟関係の模索
2008年12月、シャン州会議（Shan State Congress）がヨートスック中将の後援のもとロイタイレンで設立された。シャン州復興評議会のほか、ラフ民主同盟、パオ民族解放機構、タイ協調委員会（Tai Coordination Committee）、ワ民族機構が参加した。また、シャン諸民族民主連盟、シャン州軍 (北)、 ワ州連合党 、 パオ民族機構 も会議に招待されていた。同会議は2010年まで存在した。
シャン州会議の設立に先立ち、シャン州軍 (南)はアラカン解放党、チン民族戦線、カチン民族機構（Kachin National Organisation）、カレン民族同盟、カレンニー民族進歩党の6組織との同盟を結成した。しかし、数年のあいだ同盟は休止状態にあったため、ヨートスックは2010年ミャンマー総選挙に向けて同盟を復活させる意思を見せていた。

### 2010年代
民政移管により2011年に就任したテイン・セイン大統領は、シャン州軍 (南)を含む少数民族武装勢力との和平を推し進め、和平プロセスが進展した。NLD政権期は、ラフ民主同盟と新モン州党がNCAに署名し、PPSTに加盟したことを除けば目ぼしい和平プロセスの進展はなく、逆にSSA-Sと他の武装勢力との衝突が増加した。

#### SSA-Nとの接近
2011年5月21日、SSA-Sは本部ロイタイレンにてSSA-Nと合同で記者会見を開き、ヨートスックは「もはやシャン州軍に南北はなく、一つである。」と発言した。

#### 停戦プロセスの進展
2011年12月2日、SSA-Sは政府と州レベル停戦合意に署名した。翌年1月16日には政府との連邦レベル停戦合意に署名し、以下の11点において合意に至った。
1. ホーモン（英語版）準郡とモンタ（ビルマ語版）準郡におけるシャン州軍 (南)の拠点を認める。
2. 1の地点におけるシャン州軍 (南)の部隊およびその家族の再定住について交渉し、手配する。
3. 同地域においてはシャン州軍 (南)が村長を任命し、村長は政府役人と協力して郡行政を行う。
4. ホーモン準郡とモンタ準郡において、ミャンマー軍兵士はシャン州軍 (南)を支援する。
5. 双方はシャン州軍 (南)幹部の安全を確保するために議論し、交渉する。
6. ミャンマー軍部隊とシャン州軍 (南)は、国境地域に進入できる地点を指定するための交渉を行う。
7. 双方は、相手の支配地域に武器を携帯して進入する際は事前通告することに合意する。
8. 政府とシャン州軍 (南)の連絡事務所をタウンジー、コーラム（ビルマ語版）、チャイントン、モンサッ（英語版）、タチレクに、貿易事務所をムセとナムカムに設けることで合意する。
9. 政府閣僚は、シャン州軍 (南)の構成員が既存の政策に従って企業や事業を運営できるよう、援助や必要な技術を提供する。
10. 地域の発展のために連邦政府と協力する。
11. 麻薬の密輸を撲滅するための計画策定において政府と協力する。

#### ヨートスック体制の継続
2014年2月、ヨートスックは後任を育成するためにRCSSの議長職を辞す意向を表明していたが、選挙で議長候補5人が全て落選したため議長を続投することとなった。

#### NCA署名
2015年10月15日、シャン州軍 (南)は全国停戦合意（英語: Nationwide Ceasefire Agreement: NCA）に署名した。内務省はNCA署名に先駆けてSSA-Sのテロリスト指定を解除した。2016年3月、NCA署名済み少数民族武装勢力からなる和平プロセス主導チーム（英語: Peace Process Steering Team: PPST）が結成された。

#### TNLA・SSA-Nとの衝突
NCA署名後、合法的な活動への参入が可能となったSSA-Sは中国・ミャンマー間の貿易の隆盛を受けて、SSNAの旧支配地域であるシャン州北部へ進出した。この進出の際、SSNAの元兵士や支持者が加わっていたとされる。SSA-Sがシャン州北部に置いていた兵力は元々80-100人程度であったが、2015年5月15日までにその数は1,000人を超えた。SSA-Sが進出した地域はタアン族の多い土地であったため、タアン民族解放軍（TNLA）との衝突が繰り返された。このほかに、SSA-SはSSA-Nとミャンマー軍の戦闘でSSA-Nを支援するという名目でシャン州北部に兵力を送り、SSA-Nが撤退した基地やキャンプを占領したため、
SSA-NはSSA-Sに対する不満や疑念を抱くこととなった。
SSA-SとTNLAとの戦闘はNLD政権になってからも継続した。2018年以降、SSA-NはTNLAと前哨基地を共有していたことから、戦闘に巻き込まれることとなり、結果的に同じシャン族武装組織である南北シャン州軍の対立を引き起こした。また、SSA-NとTNLAはSSA-Sがミャンマー軍と結託していると主張した。
2019年には南北シャン州軍は停戦に漕ぎつけたが、TNLAとの停戦には至らなかった。

#### ミャンマー軍やNCA署名済勢力との衝突
NCA署名後もSSA-Sはミャンマー軍と複数回衝突している。
また、2018年12月以降、SSA-SはNCA署名済かつPPST加盟組織であるパオ民族解放軍と繰り返し衝突した。

### 2020年代

#### 軍事政権と対立から協調へ転換
クーデター直後の2021年2月、ミャンマー軍は、シッポー郡区にあるSSA-Sのキャンプを攻撃した。SSA-SはこれをNCA違反であると非難した。ヨートスックは2021年クーデター直後にミャンマー軍を批判し、国民統一政府（NUG）への支持を明らかにした。
しかし、2021年10月にヨートスックは「NUGが国民防衛隊（PDF）を制御できるとは期待していないし、制御が効かなくなればPDFは武装した山賊に成り果てるだろう」とインタビューで民主派に批判的な立場の回答を行った。また、同インタビューでSSA-SはPDFの訓練を行なっていないと回答した。2022年1月、Myanmar  NowはSSA-Sが2021年12月に軍事政権のジェット燃料の輸送を支援する密約を結んだと報道した。密約において結ばれた合意の内容は、ミャンマー軍と戦わず、NCAを保持し、PDFの軍事訓練を行わないとするものであった。2023年、SSA-SはNCAの枠組みにとどまる意思を示し、PPSTには残りつつも、PPSTの枠組みとは別に軍事政権と和平交渉するなど独自の動きを見せた。また、2024年3月にはPPSTを改組して7EAO同盟を結成した。

#### シャン州南部への後退
2021年1月以降、SSA-SはTNLA・SSA-N・UWSAによる攻撃を受けてシャン州北部から撤退した。2022年1月にTNLAはSSA-Sに対する勝利宣言を行った。2015年から続いていたシャン州北部進出の計画はこれによって完全に頓挫した。
2023年11月29日、SSA-SはSSA-Nとの停戦を宣言した。

#### 徴兵制施行
2024年2月19日、SSA-Sは軍事政権による徴兵制施行を受けて、シャン州における徴兵法と土地法を発表した。18歳から45歳までの男女は6年間の兵役が義務付けられる。また、海外逃亡した場合は財産が没収される。SSA-Sは男女・民族を問わず徴兵を行っており、TNLAに対抗するためであるとの見方が存在している。

## 支配領域

### 拠点
SSA-Sはタイ・ミャンマー国境に5つの拠点を有する。
- ロイタイレン（英語版） – SSA-Sの本部が置かれている。タイ王国メーホンソーン県パーンマパー郡パーンマパー準郡に隣接する。
- コンムアンモン – タイ王国メーホンソーン県ムアンメーホンソーン郡モクチャムペー準郡に隣接する。
- ロイラム – タイ王国チエンマイ県ウィエンヘーン郡に隣接する。
- ロイサームシップ – タイ王国チエンマイ県ファーン郡に隣接する。
- ロイコーワン – タイ王国チエンラーイ県メーファールワン郡トゥートタイ準郡に隣接する。国内避難民約2,600人が生活している[89]。

### 軍管区・旅団構成
SSA-Sは少なくとも10個の軍管区/旅団を有する。軍管区の広さはまちまちで、1~3個程度の郡区である。
- ロイタイレン - 1個旅団
- ロイクアン・モンムアン間 - 1個旅団
- ロイタイレン・ホーモン間- 1個旅団
- セケ（小）キャンプ（モンタ・モンパン間） - 1個旅団
- ロイサームシップ – 1個旅団
- ロイコーワン – サオ・コンジェン率いるチャイントン軍区
- モンピン・モンポン地域 - 1個旅団
- モンクン軍管区 - 第198旅団
- チャウメー軍管区 - 第606旅団
- ナムカム・ムセ・チューコック軍管区 – 第701中隊

2021年から2022年にかけての戦闘により、モンクン軍管区の第198旅団、チャウメー軍管区の第606旅団、ナムカム・ムセ・チューコック軍管区の第701中隊は撤退を迫られた。

## 統治機構
SSA-Sの政治部門であるシャン州復興評議会には全部で14の部門があり、そのうち民政部門が支配地域の統治を担っている。民政部門は民政の訓練を受けたSSA-Sの兵士による20以上の「行政大隊」から構成されており、防衛部門の「作戦大隊」と連携しながら支配地域の統治を行っている。
同組織に警察はないが、10-12人程度からなる民兵が村落における逮捕権を有している。また、SSA-Sの兵士も逮捕権を有する。

### 教育
RCSSは100校を超えるシャン民族学校を含む200校以上の学校の支援を行っている。シャン民族学校はRCSSの直接管理の下に置かれる学校で、タイ・ミャンマー国境に近い地域に多く分布している。その他の学校は政府系学校、僧院学校、コミュニティ学校として分類されている。
しかし、シポー郡区においてはRCSSは全体的に教育に力を入れていないとされる。2014年にRCSSはカウンハの学校10校の建設または改築に必要な資金の約3割を一度だけ寄付したが、それ以来学校からはほとんど距離を置いている。

## 経済活動
シャン州軍 (南)は2012年にShan Taung Tan Cherry名義で6社を設立した。これらは旅行業、宝石業、貿易業、サービス業、製造業、ホテル業を行っている。

## 近隣国との関係

### タイ国との関係

#### タイ国政府との関係
SSA-Sはミャンマー・タイ国境に拠点を構えており、また、シャン族はシャム人とタイ族の文化を共有することからタイとの関係が深い。シャン族の中にはタイ王国の国王をタイ族のツァオパー(王)として捉える考え方が存在しており、2006年にはラーマ9世の即位60周年の儀式を行うなど、SSA-Sはタイ王室への敬意を示している。また、ラーマ9世の火葬が行われた2017年10月には追悼式典がSSA-Sにより行われている。
タイ政府は、タイ領内に麻薬を流通させているとみられるワ州連合軍を安全保障面での脅威だとみなしているため、SSA-Sに対して比較的好意的である。これに関連して、タイ政府からSSA-Sに対して秘密裏に援助が行われたとされている。

#### タイ国社会との関係
SSA-Sはタイのテレビ等のメディアに対する露出を通して、ビルマ族よりもシャン族の方がタイに近いという親近感をタイ国社会に与えることで、タイ側からの政治的・経済的な援助を得ている。
本部のあるロイタイレンは戦略上の理由から国境の尾根に位置しており、水不足に悩まされているため、清潔な飲料水はタイ側から確保している。また、米も支援者やNGOによりタイ側から届けられている。ロイタイレンで通用している通貨はチャットではなくバーツであり、携帯電話の電波もタイ側のものが利用されている。教育・文化面においても、SSA-Sにとってタイ側のNGOとの繋がりは大きい。
SSA-Sはタイに移民したシャン族もシャン州の住民同様に5年間の兵役に就くべきであるとしており、タイ国内のシャン族ディアスポラもシャン州軍 (南)のエスノナショナリズムの射程の圏内に収まっている。

### 中国との関係
2015年のNCA署名以降、SSA-Sはシャン州北部に進出したが、タアン民族解放軍・シャン州軍 (北)・ワ州連合軍と繰り返し交戦することとなった。これら3組織は中国に近いとされており、連邦政治交渉協議委員会に加盟している。
SSA-Sは反共を標榜したモン・タイ軍の系譜を継いでおり、モン・タイ軍時代は国民党の繋がりもあった。これらの歴史的経緯から、中国政府がSSA-Sを信頼しておらず、シャン州北部における活動を許さなかったため中国政府寄りの少数民族武装組織に攻撃させたのだとする見方も存在する。

## 国内避難民の保護
SSA-Sは国内避難民の保護を行っており、タイ・ミャンマー国境の5つの拠点には国内避難民キャンプが存在する。国内避難民キャンプに対する支援は乏しく、国内避難民はタイ側で不法就労するほかない状況に置かれている。
シャン州で国内避難民が発生した主な原因の一つは、1997年から1998年にかけて、クンヒン郡区とモンパン郡区において行われたミャンマー軍の「四断作戦」である。これにより、1,400以上の村が破壊・略奪され、30万人以上が家を追われた。この際、2年間で8万人がタイ側に避難したが、タイ政府はシャン族を難民と認定しなかった。
もう一つの原因は、1999年から2001年にかけて行われたワ州連合軍による強制的な移住政策である。ワ州連合軍は中緬国境の北ワ地域から泰緬国境の南ワ地域へ、5万人を強制移住させた。これにより、元々南ワ地域に住んでいた人々4万8千人が影響を受けたとされている。この中でも4,500人以上がシャン州の別の地域に逃れ、4,000人がタイに逃れている。
このほかに、2021年ミャンマークーデター後、CDMに参加したためにミャンマー軍に拘束されるリスクを恐れて逃れてきた市民を受け入れている。

## 麻薬問題

### 麻薬生産・密輸の疑い
SSA-Sの支配領域は黄金の三角地帯に位置しており、麻薬の生産・密輸が疑われている。SPDCはしばしばシャン州軍 (南)が麻薬ビジネスに関与していると批判していた。2018年の国連薬物犯罪事務所の報告書では、同武装勢力の支配領域内部における高密度のケシ栽培が報告されている。

### シャン州軍 (南)の反麻薬政策
しかしながら、ヨートスックは反麻薬政策をエスノナショナリズムと関連づけるとともに自治権獲得のための手段として位置付けており、国際社会に向けて麻薬撲滅を積極的にアピールしている。
テインセイン政権以降は和平プロセスが進行したこともあり、政府と麻薬問題で協力するケースが増えている。2012年、SSA-Sはタチレクでミャンマー政府および国連薬物犯罪事務所と三者協議を行い、麻薬撲滅に向けた取り組みを行うことで合意した 。2013年には、政府および国連薬物犯罪事務所と協力してケシ栽培を撲滅させる姿勢を見せている。また、同年政治部門のシャン州復興評議会がタイ警察からイヌワシ賞を授与されている。SSA-Sは毎年6月26日の国際麻薬乱用・不正取引防止デーには反麻薬キャンペーンを実施している。
反麻薬政策の一環として、SSA-Sはケシの代替作物としてコーヒーの木を植え、元ケシ農家の現金収入の獲得手段を提供している。

## 批判

### 強制徴募
SSA-Sは強制徴募を行なっていると報告されている。報道官は大多数が志願兵であると称しており、2016年には強制徴募は行っていないと回答しているが、これ以降も強制徴募が行われた事例が複数報告されている。
また、2019年にはSSA-Sによる強制徴募を逃れるために若者が死を偽装して逃れた事例が報告されている。

### 少年兵
ヒューマン・ライツ・ウォッチの報告書によると、クン・サのモン・タイ軍に所属していた少年兵が、SSA-S結成時に移籍した疑いがある。RCSSの中央執行委員であるサオ・ウッ・ケシや総書記のサイ・ターンサーンは2001年のSSA-Sの声明までは「16歳から45歳の健康な男性は皆、5年の兵役に服さねばらならない」としていたが、2001年2月7日のSSA-Sの声明では「18歳から45歳の健康な男性は皆、5年の兵役に服さねばらならない」こととなった。これを受けてRCSSのサイ・ターンサーン報道官は18歳未満の者は除隊とし、タイ・ミャンマー国境の拠点にある学校で就学させているとしている。2013年の国際連合事務総長の年次報告において、SSA-Sは少年兵の募集と使用の「常習犯」リストに名を連ねている。
2019年11月26日、SSA-Sは少年兵を募集・使用しないとするジュネーブ・コールの誓約書に署名した。

### タアン族に対する人権侵害
2015年の全国停戦合意(NCA)署名以降、SSA-SはNCA未署名のタアン民族解放軍と繰り返し衝突しており、その中でSSA-Sのタアン族の民間人に対する暴力が複数報告されている。なお、民間人に対する暴力はNCA第3章第9条で禁止されている。
2016年、タアン族のNGO3団体はヤンゴン市内で記者会見を開き、SSA-Sによって学校が強制的に閉鎖させられ、民間人や僧侶が拘束されたりしていると訴えた。また、その他にも、住民が強制徴募されたり、家が略奪されたりしているという。RCSSスポークスパーソンのサイ・レック大佐は学校の再開については話し合い中であるとしている。
2019年6月7日、ホーナム村に住むタアン族の親子2人がナムサン郡区からラシオへオートバイで移動していたところ、シャン州軍 (南)に拘束され、その後行方不明となった。2人はマンサン村で拘束され、パンソー村で殺害されたとみられる。RCSSスポークスパーソンのサイ・ウー中佐は民間人の殺害を否定した。
2019年7月11日、タアン人権ネットワークはヤンゴン市内で記者会見を開き、シャン州軍 (南)がタアン族170人以上に対してオートバイの没収、恐喝、監禁、拷問などの人権侵害を行ったと主張した。これに対し、RCSSのサイ・ウー中佐は民間人を拘束したことは認めたが、虐待については否認し、その後釈放したと述べている。